# Alfa Romeo 179B
Der Alfa Romeo 179B ist ein von Autodelta konstruierter Formel-1-Rennwagen, der bei einzelnen Rennen der Weltmeisterschaft 1981 vom Alfa-Romeo-Werksteam eingesetzt wurde. Der 179B war ein Lückenfüller, den der Rennstall als kurzfristigen Ersatz für den technisch problematischen 179C an den Start brachte. Mit diesem Auto erzielte Alfa Romeo keine Weltmeisterschaftspunkte.

## Entstehungsgeschichte
Der Mailänder Automobilhersteller Alfa Romeo unterhielt vor und unmittelbar nach dem Zweiten Weltkrieg ein erfolgreiches Motorsportteam, das mit Giuseppe Farina (1950) und Juan Manuel Fangio (1951) die ersten Formel-1-Weltmeister stellte. Mit der Umstrukturierung des Unternehmens von einem Luxus- zu einem Großserienhersteller zu Beginn der 1950er-Jahre war auch der Rückzug aus dem Grand-Prix-Sport verbunden. Mit Beginn der Saison 1976 kehrte Alfa Romeo dauerhaft in die Formel 1 zurück, zunächst als Motorenlieferant für Brabham, ab 1979 dann auch mit einem eigenen Werksteam. Den Bau der Motoren und des Chassis sowie die Organisation des Werksteams übernahm das für Motorsport zuständige Tochterunternehmen Autodelta im Mailänder Vorort Settimo Milanese, das Carlo Chiti leitete.
Ab dem Spätsommer 1979 setzte das Team den Alfa Romeo 179 ein, der bis zum Ende der Saison 1980 an den Start ging. Das zum Saisonbeginn 1981 in Kraft getretene Verbot bodentiefer seitlicher Schürzen machte im Winter 1980/81 eine Überarbeitung des 179 erforderlich. Der Nachfolger erhielt die Bezeichnung Alfa Romeo 179C. Er war mit einer Hydraulik ausgestattet, mit der sich die Bodenfreiheit variieren ließ: Auf diese Weise erreichte der Wagen im Stand, d. h. unter anderem bei Kontrollen, den vorgeschriebenen Mindestabstand, während er im Rennbetrieb auf ein niedrigeres Niveau abgesenkt werden konnte. Die Mechanismen, die sich in ähnlicher Form auch bei den meisten anderen Teams fanden, waren nach dem Zweck der Regelung eigentlich illegal; nach längeren Auseinandersetzungen wurden sie aber von der FISA akzeptiert.
Das Hydrauliksystem des 179C war in der Praxis mit Problemen verbunden. Das zeigte sich unter anderem an zunehmend schlechter werdenden Qualifikationsergebnissen in der ersten Saisonhälfte 1981. Der 179C war zumindest bis zum Großen Preis von Spanien das Einsatzauto des Alfa-Romeo-Teams. Die weitere Renngeschichte wird im Detail in Fachpublikationen uneinheitlich dargestellt. Einigen Quellen zufolge blieb der 179C auch nach dem Großen Preis von Spanien bis zum Saisonende durchgängig das Einsatzauto des Alfa-Werksteams. Zahlreiche andere Quellen behaupten demgegenüber, dass Alfa Romeo den 179C wegen anhaltender Probleme mit der Fahrwerkshydraulik nach dem Großen Preis von Spanien zunächst aufgab und für die folgenden Rennen andere Chassis an den Start brachte. Danach erhielten die beiden Alfa-Fahrer Bruno Giacomelli und Mario Andretti für eine Übergangszeit je ein 1980 aufgebautes Auto vom Typ 179, das kleinere Anpassungen erhielt und daraufhin als Alfa Romeo 179B bezeichnet wurde. Erst nachdem Gérard Ducarouge den 179C im Sommer 1981 überarbeitet hatte, trat Bruno Giacomelli wieder mit diesem Typ an, Andretti hingegen schloss die Saison mit dem neu aufgebauten Alfa Romeo 179D ab.

## Modellbeschreibung
Alfa Romeo setzte 1981 drei Autos mit der Bezeichnung 179B ein. Sie basierten auf Chassis, die jeweils bereits 1980 gebaut worden waren. Einer Quelle zufolge handelte es sich dabei um den 179/3, den 179/4 und den 179/6.
Der Alfa Romeo 179B hat ein aus Aluminiumblechen zusammengebautes Monocoque. Die Karosserie entspricht weitestgehend der des 179. Vorn und hinten hat der Wagen jeweils eine Doppelquerlenkerachse mit Umlenkhebeln; Federn und Stoßdämpfer sind innenliegend angeordnet. Im Gegensatz zum 179C hat der 179B keine Fahrwerkshydraulik.
Der Alfa Romeo 170B wird von dem als Tipo 1260 V12 bezeichneten Zwölfzylinder-Saugmotor angetrieben, der 1979 im Brabham BT48 debütierte und auch im 179 sowie im 179C zum Einsatz kam. Er hat einen Hubraum von 2991 cm³ (Bohrung × Hub: 78,5 mm × 51,5 mm) und einen Zylinderbankwinkel von 60 Grad. Der von Carlo Chiti konstruierte Tipo 1260 V12 hatte eine mechanische Benzineinspritzung von Lucas und eine Zündanlage von Marelli. Die Motorleistung wurde 1981 auf etwa 520 PS geschätzt, die bei 12.000 Umdrehungen pro Minute anfielen; andere Quellen nennen 525 PS bei 12.300 Umdrehungen pro Minute. Damit war Alfa Romeos Motor zusammen mit Matras Zwölfzylindermotor vom Typ MS81 der stärkste Saugmotor – der Cosworth DFV war etwa 30 PS schwächer –, er galt aber als komplex, schwer und defektanfällig.

## Lackierung

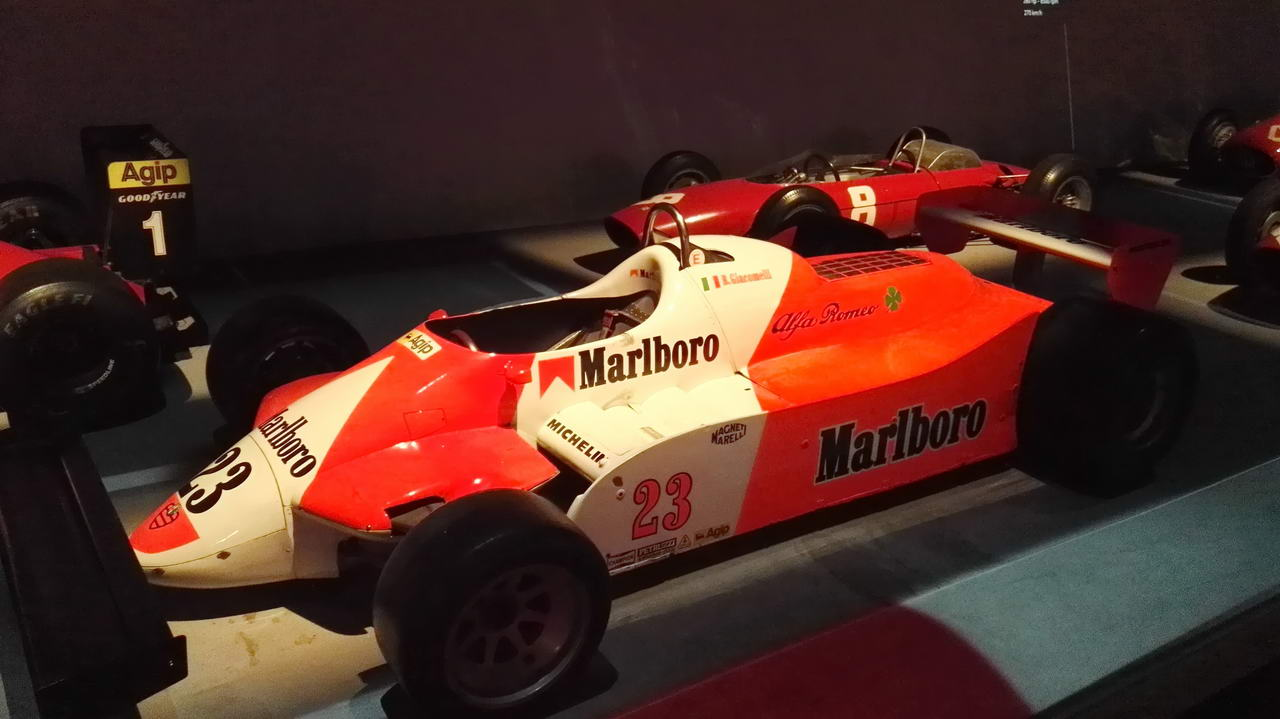
Prominentes Sponsoring durch Philip Morris

Der Alfa Romeo 179B ist – wie der 179C – weiß und rot lackiert. Hauptsponsor war wie schon im Vorjahr der Tabakkonzern Philip Morris International, der mit der Zigarettenmarke Marlboro auf den Autos warb. Ein weiterer Sponsor war der italienische Lebensmittelhersteller Motta. Wegen des Hauptsponsors und der auf ihn zurückzuführenden Farbgebung ähnelte der Alfa Romeo optisch den vergleichbar gestalteten Wagen von McLaren.

## Renneinsätze
Der Alfa Romeo 179B erschien nach verbreiteter Sichtweise erstmals beim Großen Preis von Frankreich. Fahrer waren Mario Andretti und Bruno Giacomelli. Im Rennen kam Andretti, der vom zehnten Platz gestartet war, als Achter ins Ziel, während Giacomelli im Rennen drei Plätze auf seine Startposition verlor und mit drei Runden Rückstand 15. wurde. In Großbritannien gingen Andretti und Giacomelli als Elfter bzw. Zwölfter ins Rennen, erreichten aber keine Zielankunft. Andretti fiel nach einem Defekt des Gaspedals aus, bei Giacomelli kam es zu einem Schaden der Kraftübertragung. In Deutschland belegten Giacomelli und Andretti die Startplätze neun und 12. Im Rennen kam Andretti als Achter ins Ziel, während Giacomelli 15. wurde. Der Große Preis von Österreich war Andrettis letztes Rennen im 179B. Er qualifizierte sich für Startplatz 13, beendete das Rennen aber nicht, weil er nach einem Motordefekt in der 47. Runde ausfiel. Giacomelli ging als 16. ins Rennen und fiel nach 34 Runden wegen eines Motorbrands aus. In den Niederlanden fuhr nur noch Giacomelli den 179, während Andretti bereits im 179D an den Start ging. Giacomelli qualifizierte sich im alten Auto für den 14. Startplatz, Andretti im neuen für den siebten. Im Rennen fielen beide Fahrer aus: Giacomellis Auto erlitt einen Aufhängungsbruch, bei Andrettis Auto platzte ein Reifen.

## Ergebnisse
| Fahrer        | Nr.  | 1 | 2 | 3 | 4 | 5 | 6 | 7 | 8  | 9   | 10 | 11  | 12  | 13 | 14 | 15 | Punkte | Rang |
| ------------- | ---- | - | - | - | - | - | - | - | -- | --- | -- | --- | --- | -- | -- | -- | ------ | ---- |
| 1981          | 1981 |   |   |   |   |   |   |   |    |     |    |     |     |    |    |    | 0 (10) | 9    |
| M. Andretti   | 22   |   |   |   |   |   |   |   | 8  | DNF | 9  | DNF |     |    |    |    | 0 (10) | 9    |
| B. Giacomelli | 23   |   |   |   |   |   |   |   | 15 | DNF | 15 | DNF | DNF |    |    |    | 0 (10) | 9    |